# Lázaro Chacón González
Lázaro Chacón González (27 de junho de 1873 – 9 de abril de 1931) foi Presidente da Guatemala de 26 de setembro de 1926 a 1 de janeiro de 1931.